# Dipoena chillana
Dipoena chillana là một loài nhện trong họ Theridiidae.
Loài này thuộc chi Dipoena. Dipoena chillana được Herbert Walter Levi miêu tả năm 1963.